# Cosmoscarta leucothoe
Cosmoscarta leucothoe is een halfvleugelig insect uit de familie schuimcicaden (Cercopidae). De wetenschappelijke naam van deze soort is voor het eerst geldig gepubliceerd in 1903 door Breddin.